# Fußball-Oberliga 1986/87
Die Saison 1986/87 der Oberliga war die 13. Saison der Oberliga als dritthöchste Spielklasse im Fußball in Deutschland nach der Einführung der zweigleisigen – später eingleisigen – 2. Fußball-Bundesliga zur Saison 1974/75.

## Oberligen
- Oberliga Baden-Württemberg 1986/87
- Bayernliga 1986/87
- Oberliga Berlin 1986/87
- Oberliga Hessen 1986/87
- Oberliga Nord 1986/87
- Oberliga Nordrhein 1986/87
- Oberliga Südwest 1986/87
- Oberliga Westfalen 1986/87

## Aufstieg zur 2. Bundesliga
In den zwei Aufstiegsrunden gelangen dem BVL 08 Remscheid und Kickers Offenbach jeweils als Gruppensieger sowie dem SV Meppen und der SpVgg Bayreuth jeweils als Gruppenzweiter der Aufstieg in die 2. Bundesliga.